# Ili (intestí)
L'ili, íleum o budell llarg és la secció final de l'intestí prim en els vertebrats superiors, incloent-hi mamífers, rèptils i aus. En els peixos, les divisions de l'intestí prim no són tan clares i els termes de l'intestí distal o de l'intestí posterior poden ser usats en lloc de l'ili.
L'ili segueix el jejú. L'ili terminal està separat del cec per la vàlvula ileocecal. En els éssers humans, l'ili és d'aproximadament 2-4 m de llarg, i el pH sol estar entre 7 i 8 (neutre o lleugerament bàsic).